# Heinz Schmiedel
Heinz Schmiedel (* 14. Februar 1927 in Oberwiesenthal; † 3. Dezember 1978 in Unterföhring) war ein deutscher Tänzer und Choreograph.

## Leben und Wirken
Schmiedel begann seine künstlerische Laufbahn 1945 als Solotänzer an den städtischen Bühnen Köln. 1954 ging er nach Hamburg, wo er in selbiger Funktion an der Staatsoper wirkte. In seinen jungen Jahren tanzte er unter anderem folgende Bühnenfiguren: den Prinzen in Der Feuervogel, Pulcinella, den Mohr in Petruschka, den Laertes in Hamlet und Cinderella.
Unmittelbar nach seiner Übersiedelung in die Hansestadt wurde Schmiedel auch vor die Kamera geholt. Seinen Einstand gab er als Schauspieler in einem Kinofilm, in der Folgezeit wirkte er aber vor allem als Tänzer bzw. Choreograph und war in dieser Funktion für die tänzerische Gestaltung einer Fülle von Unterhaltungsshows zuständig. Schmiedel betreute auch Operninszenierungen.
Seit Juni 1958 war Heinz Schmiedel in zweiter Ehe mit seiner Berufskollegin Maria Litto verheiratet. Er starb völlig überraschend an einem Herzschlag.

## Filmografie
- 1955: Wie werde ich Filmstar? (Kino)
- 1956: Drei Birken auf der Heide (Kino)
- 1958: Parkett, 1. Reihe
- 1959: Tingel-Tangel Hamburg
- 1959: Kirmesglanz und Jahrmarktsrummel
- 1960: Ich zähle täglich meine Sorgen (Kino)
- 1961: Das wird morgen vorbei sein
- 1962: Ein gewisser Herr S…
- 1963: Hallo, Paulchen!
- 1963: So viel Schwung
- 1963: Heimweh nach St. Pauli (Kino)
- 1964: Show hin – Schau her
- 1964–67: Hotel Victoria
- 1966: Continental Sowcase
- 1967: Eine Frau mit Pfiff
- 1967: Andere Zeiten – andere Sitten
- 1969: Die Entführung aus dem Serail
- 1970: Glücksspirale
- 1970: Tournee
- 1971: Musik aus Studio B
- 1972: Der Graf von Luxemburg
- 1972: Von uns für Sie
- 1973: Paganini
- 1973: Der Zarewitsch
- 1975: Starparade
- 1975: Treffpunkt Herz
- 1975/78: Zwischenmahlzeit
- 1978: So schön wie heut’ – Ein Abend für Franz Grothe
- 1979: Sing mir das Lied noch einmal